# Billinge distrikt
Billinge distrikt är ett distrikt i Eslövs kommun och Skåne län. 
Distriktet ligger nordost om Eslöv. 

## Tidigare administrativ tillhörighet
Distriktet inrättades 2016 och utgörs av en del av området Eslövs stad omfattade till 1971, delen som före 1969 utgjorde Billinge socken.
Området motsvarar den omfattning Billinge församling hade vid årsskiftet 1999/2000.